# Alex Dias de Almeida
Alex Días de Almeida (*Rio Brilhante, Brasil, 26 de mayo de 1972), exfutbolista brasileño. Jugaba de delantero y su primer equipo fue Clube do Remo.

## Trayectoria

### Clubes
| Club                | País     | Año       |
| ------------------- | -------- | --------- |
| Clube do Remo       | Brasil   | 1993–1994 |
| Boavista            | Portugal | 1995      |
| Goiás               | Brasil   | 1996–1998 |
| AS Saint-Étienne    | Francia  | 1999–2001 |
| Paris Saint-Germain | Francia  | 2001–2002 |
| AS Saint-Étienne    | Francia  | 2002–2003 |
| Cruzeiro            | Brasil   | 2003–2004 |
| Goiás               | Brasil   | 2004      |
| Vasco da Gama       | Brasil   | 2005–2006 |
| São Paulo           | Brasil   | 2006      |
| Fluminense          | Brasil   | 2007      |
| Goiás               | Brasil   | 2008      |
| Brasiliense         | Brasil   | 2008      |
| CRAC                | Brasil   | 2009      |
| Mixto               | Brasil   | 2009      |
| Vila Nova           | Brasil   | 2009      |
| Pelotas             | Brasil   | 2010      |
| América Mineiro     | Brasil   | 2010      |
| Aparecidense        | Brasil   | 2012      |
| Fernandópolis       | Brasil   | 2015      |

## Controversia sobre su pasaporte
En enero de 2001 se detectó que tenía un pasaporte portugués falsificado, motivo por el cual recibió una suspensión de dos meses. El motivo por el que incurrió en ese delito fue para figurar oficialmente como jugador de nacionalidad portuguesa y evitar así ocupar un cupo de extranjero en el fútbol francés.